# Christian Prunitsch
Christian Prunitsch (* 1970) ist ein deutscher Slawist, Literaturwissenschaftler und Professor für Westslawische Literatur- und Kulturwissenschaft an der TU Dresden.

## Leben
Nach seinem Magisterabschluss 1997 in Slawistik und Amerikanistik an der Universität Regensburg arbeitete Prunitsch von 1997 bis 2000 als Wissenschaftlicher Mitarbeiter am Sorbischen Institut in Bautzen. Im Jahr 2000 wurde er mit einer Arbeit zur sorbischen Lyrik des 20. Jahrhunderts an der Universität Regensburg promoviert. Nach einer kurzen Anstellung am Institut für Sorabistik der Universität Leipzig war er in den Jahren 2000 bis 2003 wissenschaftlicher Assistent am Institut für Slawistik seiner Alma Mater. Von 2003 bis 2008 leitete er ein an der TU Dresden angesiedeltes und von der VolkswagenStiftung gefördertes Projekt zu Konzeptualisierung und Status kleiner Kulturen. 2005 habilitierte Prunitsch sich im Fach Slawische Philologie. Im selben Jahr wurde er auf die Professur für Polnische Landes- und Kulturstudien des Dresdner Instituts für Slawistik berufen.
Prunitsch ist Mitherausgeber der Zeitschrift für Slawistik.